# توماس ديلون
توماس ديلون (بالإنجليزية: Thomas Dillon) هو قاتل متسلسل أمريكي، ولد في 9 يوليو 1950 في كانتون في الولايات المتحدة، وتوفي في 21 أكتوبر 2011 في كولومبوس في الولايات المتحدة بسبب مرض.